# Rudbaxton Rath

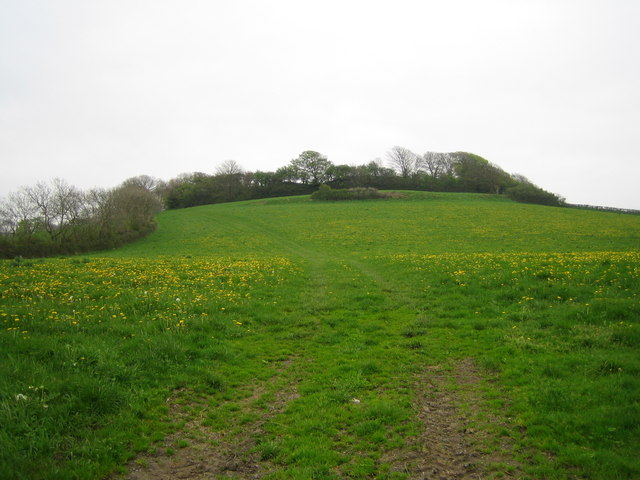
Der Rath vom Tori-gwddgg Hill von der Straße nach Crundale aus gesehen

Rudbaxton Rath ist eine runde Einhegung mit einem inneren Einbau in der Gemeinde Rudbaxton in Pembrokeshire in Wales. Es liegt etwa 1,5 km nordöstlich von Crundale und 2,4 km östlich vom Haverfordwest Airport.
Es ist der Rest eines mittelalterlichen oder älteren Ring- oder Hillforts bzw. einer normannischen Motte aus Holz. Die Reste des Erdwerks bilden einen fast runden Innenbereich, der von einem etwa 3,0 Meter hohen Wall mit Graben umgeben ist und rund 100 Meter von Nord nach Süd und 95 Meter von Ost nach West misst. An der Nordseite ist ein Eingang identifiziert worden. Im westlichen Teil liegt eine elliptische Einhegung von etwa 50,0 × 32,0 Metern.
Rudbaxton Rath kann während der englischen Revolution benutzt worden sein. Artefakte am Standort umfassen nicht spezifizierte Rüstungsteile und zwei verdrehte Eisenringe mit einem Durchmesser von etwa 20 cm. Es ist möglich, dass sie Torques waren. Das eiserne Modell einer menschlichen Hand im halben Maßstab kann römisch oder eisenzeitlich sein.
Östlich und außerhalb des Geheges liegen die Reste einer Kapelle.